# Thiergarten (Plauen)

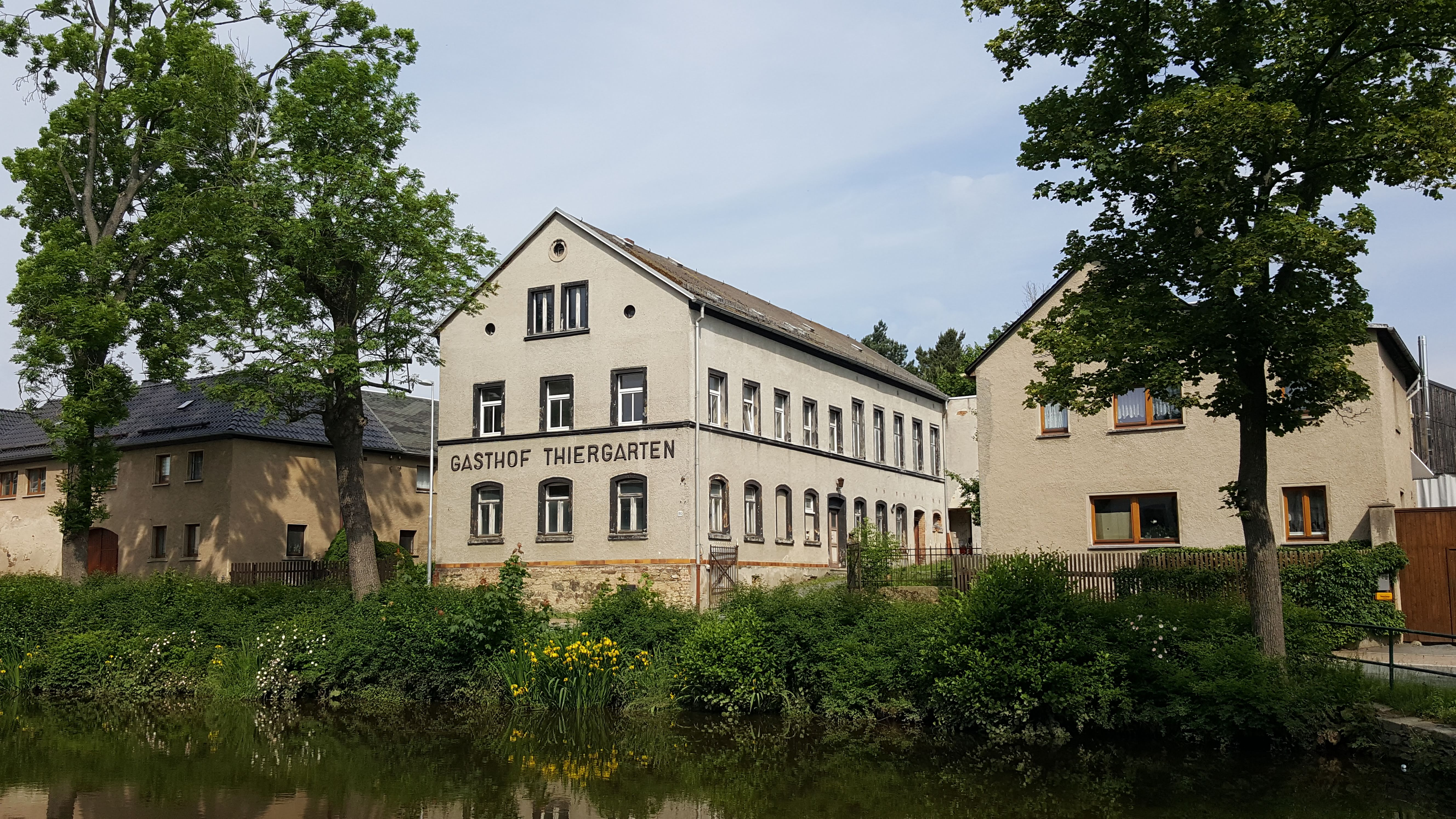
Ehem. Gasthof Thiergarten

Thiergarten ist ein Stadtteil von Plauen im Stadtgebiet West.

## Geographie
Thiergarten liegt im Südwesten Plauens und grenzt an fünf weitere Stadtteile Plauens und an eine Gemeinde des Vogtlandkreises.
| Straßberg (Stadtteil von Plauen) |                                             | Hofer Vorstadt (Stadtteil von Plauen)          |
|                                  | Kompassrose, die auf Nachbargemeinden zeigt | Südvorstadt, Reinsdorf (Stadtteile von Plauen) |
| Kürbitz (Gemeinde Weischlitz)    | Meßbach (Stadtteil von Plauen)              |                                                |

Die Fläche der Ortschaft besteht zu 82,6 % aus Landwirtschaftlicher Nutzfläche und zu 10,6 % aus Wald. Die restliche Fläche sind Straßen, Wohn- und Industrieflächen.

## Geschichte
Der Ort wurde 1301 als Tirgarten erwähnt. Es handelte sich um ein Platzdorf in Block- und Gelängeflur. Thiergarten gehörte bis ins 19. Jahrhundert zum Amt Plauen. Die Gemeinde gehörte danach zur Amtshauptmannschaft Plauen, die später in „Landkreis Plauen“ umbenannt wurde. Am 1. Juli 1950 wurde sie in die damals noch kreisfreie Stadt Plauen eingemeindet. Die ehemaligen Personenstandsunterlagen des Standesamt Thiergarten werden im Stadtarchiv Plauen aufbewahrt.

### Einwohnerentwicklung
Entwicklung der Einwohnerzahl:
| - 1557: 023 - 1764: 024 - 1834: 132 - 1871: 305 | - 1890: 352 - 1910: 498 - 1925: 590 - 1939: 608 | - 1946: 682 - 2002: 426 |

## Öffentlicher Nahverkehr
Der Ort ist über die PlusBus-Linie 50 des Verkehrsverbunds Vogtland im Stundentakt mit Plauen, Oelsnitz, Falkenstein, Auerbach und Rodewisch verbunden.